# 高大鏞
高大鏞（？—？），字東序，本籍中國湖南桃源，嘉慶庚申(1800年)舉人出身，清朝官員。

## 生平
高大鏞於嘉慶十七年（1812年）接替黎溶，於台灣擔任台灣府台灣縣知縣。管轄約今台灣南部之嘉義縣、嘉義市、台南縣、市全境及高雄縣部份區域。該區域面積約為4500平方公里，也是清治時期台灣島之漢人集中地所在。
嘉慶二十一年（1816年）十二月署澎湖廳海防通判。
嘉慶二十三年（1818年）八月十五日-二十五年（1820年）八月二十九日借補台灣府撫民通番通判（噶瑪蘭廳通判）。通判任內修建噶瑪蘭廳蘭城四門城樓、重修噶瑪蘭廳官署、倡建文昌壇。
| 前任： 黎溶 | 台灣府台灣縣知縣 嘉慶十七年(1812年)上任 | 繼任： 溫溶   |
| 前任： 陳蒸 | 噶瑪蘭廳通判 嘉慶二十三年(1818年)上任   | 繼任： 范邦乾 |